# Степени сохранности языков
Степени сохранности языков (уровень угрозы; англ. Degree of endangerment) — оценка, присваиваемая ЮНЕСКО включённым в «Атлас языков мира, находящихся под угрозой исчезновения» (англ. Atlas of the World’s Languages in Danger) языкам в соответствии с 9 критериями, из которых наиболее важным считается передача языка между поколениями.

## Уровни угрозы
| Статус                        | Пояснение | Примеры языков |
| ----------------------------- | --- | --- |
| Безопасный                    | Язык используется всеми поколениями, его передача между ними не нарушена                                                                 | Амхарский, венгерский, дзонг-кэ, индонезийский, русский, японский |
| Уязвимый                      | На языке разговаривает большинство детей, но его использование может быть ограниченным (например, на языке говорят только дома)          | Адыгейский, анал, башкирский, белорусский, неаполитанский, русинский, идиш, кабардино-черкесский, чеченский, чувашский                                                                                  |
| Есть угроза исчезновения      | Не изучается детьми как родной язык | Валлонский, неварский, ломбардский, цыганский, мордовский, марийский, удмуртский, питкэрнский, карельский, сету, романшский, лигурский, ирландский, шотландский                                         |
| Серьёзная угроза исчезновения | Используется старшими поколениями; понятен поколению родителей, но не используется при общении с детьми и между собой                    | Бретонский, кашубский, крымскотатарский, нанайский, нафуси, сефардский, мансийский, нганасанский |
| На грани вымирания            | Оставшиеся носители — пожилые люди. Язык ими используется частично и редко                                                               | Дахлик, парджи, орокский, тофаларский, ульчский, гавайский, эвенский, ижорский |
| Вымерший / Возможно вымерший  | 1. Нет живых носителей 2. Языки, безусловно существовавшие в недалеком прошлом, о современном состоянии которых нет достоверных сведений | 1. Далматинский, камасинский, обиспеньо, сойотский, туника, убыхский, древнееврейский, чжурчжэньский 2. Западномансийский, каппадокийский, ферганско-кыпчакский, югский, ливский, керекский, юкагирский |
| Возрождаемые языки            | Язык, который вымер в прошлом, однако в настоящее время восстанавливается                                                                | Иврит, корнский, мэнский, маньчжурский, некоторые индейские языки (в частности, маках) |

Как видно, абсолютное число носителей не играет существенной роли: например, на острове Питкэрн менее 100 носителей местного креольского языка, отнесённого к уязвимым, в то время как язык дурува, имеющий в Индии более 50 тысяч носителей, отнесён к находящимся на грани исчезновения. Гораздо важнее, насколько хорошо язык передаётся следующим поколениям, что наиболее очевидно из количества детей, на нём говорящих, а также из среднего и минимального возраста говорящих.

## Атлас языков мира, находящихся под угрозой исчезновения
«Атлас языков мира, находящихся под угрозой исчезновения», изданный в 2010 году, содержит около 2500 языков. Теперь в статус мёртвых языков могут перейти более трети живых языков планеты. К примеру, эякский язык стал мёртвым со смертью последнего его носителя — Мэри Смит Джонс (Аляска). Ещё на 1492 языках планеты говорят менее двух тысяч человек.
Согласно атласу, на территории России под угрозой находится 116 языков.

## Важность сохранения языков
Сохранение всех, даже малораспространённых языков, очень важно как с точки зрения сохранения культурного разнообразия человечества, так и с научной — многие исчезающие языки ещё плохо описаны лингвистами (иногда даже почти не описаны) и представляют большой интерес для сравнительно-исторического языкознания, этнографии и этнологии, культурной антропологии.
Примером такого языка является вымерший, но возрождаемый эякский язык — исследование его фонетики лингвистом Майклом Крауссом привело к появлению гипотетической языковой семьи на-дене.
21 июня 2012 года компания Google Inc. сообщила о проекте по спасению вымирающих языков (Endangered Languages Project). Суть проекта состоит в создании сайта, на котором централизованно представлена информация о языках, находящихся на грани исчезновения. Всего в базе данных сайта на 21 июня 2012 было 3054 языка. Географическое расположение носителей языка можно посмотреть на специальной интерактивной карте. Есть в проекте и редкие языки, встречающиеся на территории России. Среди них несколько диалектов саамского, водский язык, хантыйский язык и многие другие.
Работая над восстановлением мёртвого вавилонского языка в 2018 году лингвисты Кембриджского университета сняли короткометражный фильм «Бедный человек из Ниппура», герои которого говорят исключительно на вавилонском языке, распространённом ранее в странах Месопотамии. Работая над проектом, учёные университета восстановили исчезнувший язык вплоть до особенностей произношения тех или иных его звуков.
На важность сохранения языков мира указывает и то, что 2019 год был объявлен Международным годом языков коренных народов.